# Salinacris bifasciata
Salinacris bifasciata är en insektsart som först beskrevs av Willemse, C. 1938.  Salinacris bifasciata ingår i släktet Salinacris och familjen gräshoppor. Inga underarter finns listade i Catalogue of Life.